# Bronnenuitgave
Een bronnenuitgave heeft tot doelstelling een reconstructie te geven van hoe een tekst er oorspronkelijk uitgezien heeft. Het probleem dat zich stelt is het feit dat bv. middeleeuwse teksten handgeschreven zijn en dat de tekst vervormd werd door fouten bij het kopiëren. De reconstructie gebeurt op basis van kritische methodes om zo inconsistenties weg te werken.
Een kritische uitgave is een wetenschappelijke reconstructie van de oorspronkelijke tekst van een middeleeuwse bron. Er worden ook moderne hoofdletters gebruikt. Een kritische uitgave heeft twee soorten voetnoten:
1. lettervoeten wijzen op problemen die de uitgever tegenkwam bij de reconstructie,
2. cijfervoetnoten zijn praktische voetnoten, ze geven extra uitleg.

In een diplomatische uitgave probeert de uitgever de tekst zo accuraat mogelijk weer te geven, zoals hij ze vindt in één bron. Dit is meer het werk voor filologen.